# Hans Martin (KLM-Manager)

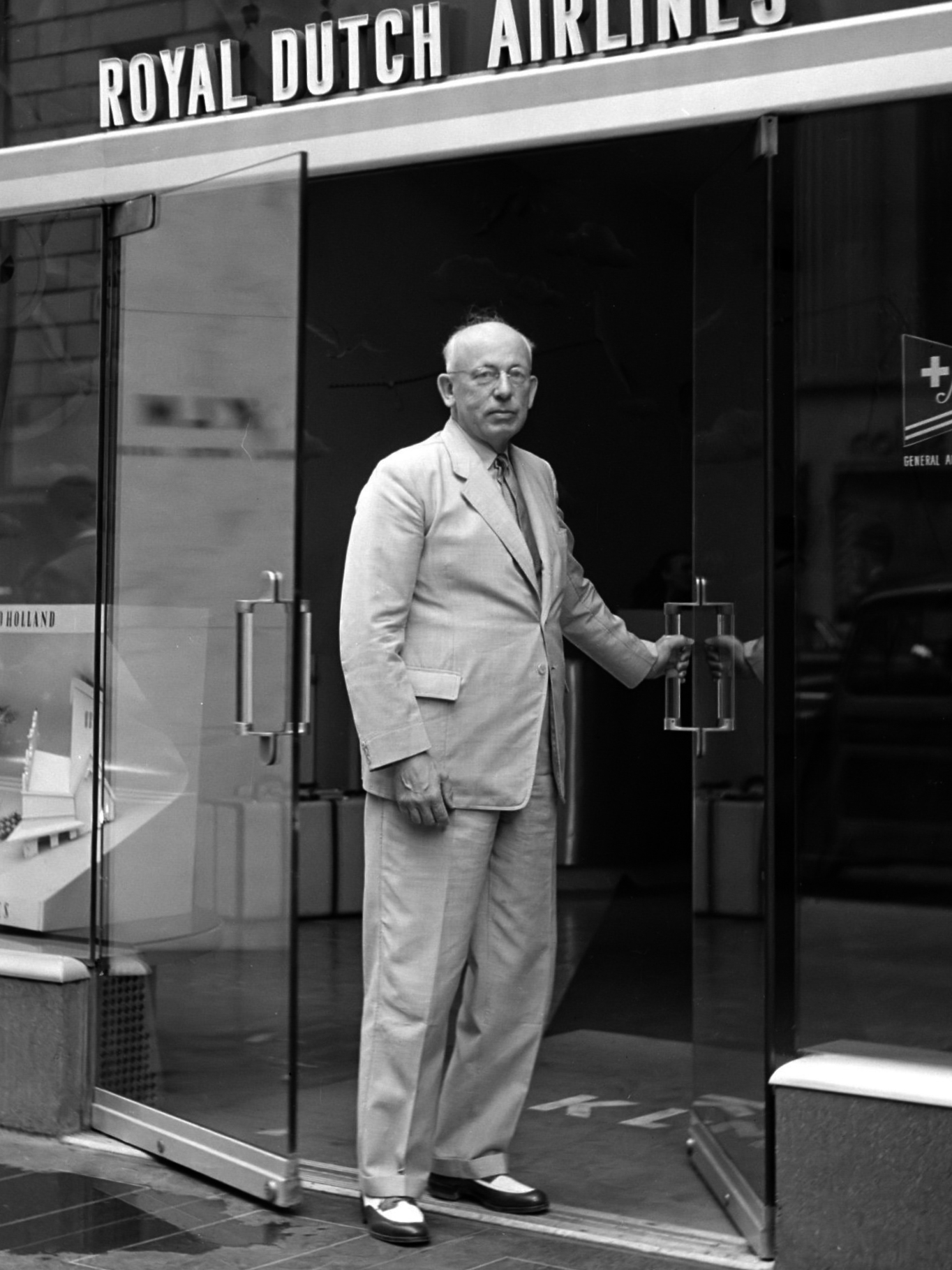
Hans Martin (1946)

Hans Martin (* 9. November 1886 in Leiden; † 20. März 1964 in Den Haag) war ein niederländischer Wirtschaftsfunktionär und Schriftsteller. Er fungierte u. a. als Direktor der Fluggesellschaft KLM.

## Leben und Tätigkeit
Martin war ein Sohn des deutschen Geologen Karl Martin, der zum Zeitpunkt seiner Geburt an der Universität Leiden lehrte. Sein älterer Bruder war der Kunsthistoriker Wilhelm Martin, sein jüngerer Bruder Herman Martin, der lange Jahre als Direktor des Friesmuseums amtierte.
Um 1908 begann Martin als Journalist zu arbeiten: Von 1909 bis 1909 berichtete er als Auslandskorrespondent für die Zeitung Nieuwe Courant aus Italien. 1909 wechselte er zum Neuwe Rotterdamsche Courant.
Während des Ersten Weltkriegs ging Martin als Kriegsberichterstatter nach Albanien, von wo er während der folgenden Jahre über diesen Kriegsschauplatz berichtete.
Nach dem Krieg wechselte Martin in die Wirtschaft: Am 1. September 1921 wurde er Sekretär der niederländischen Fluggesellschaft KLM. In dieser Stellung richtete er unter anderem die Flugverbindung zwischen Amsterdam und Batavia ein. 1934 wurde er zum Leiter des Verkehrs der KLM auf dieser Linie ernannt.
1938 wurde Martin zum stellvertretenden Direktor der KLM ernannt. 1940 folgte seine Bestallung als kommissarischer Direktor der Fluggesellschaft.
Nach der deutschen Besetzung der Niederlande im Frühjahr 1940 setzte das Reichssicherheitshauptamt in Berlin, das vermutete, dass er vor den Invasionstruppen nach Großbritannien geflohen sei, ihn auf die Sonderfahndungsliste G.B., ein Verzeichnis von Personen, die im Falle einer erfolgreichen Invasion der britischen Inseln durch die deutsche Wehrmacht von den Invasionstruppen nachfolgenden Sonderkommandos der SS mit besonderer Priorität ausfindig gemacht und verhaftet werden sollten.
1945 wurde Martin regulärer Direktor der KLM. Von diesem Posten trat er am 1. Juni 1949 wegen Meinungsverschiedenheiten mit Albert Plesman zurück.
Parallel zu seiner hauptberuflichen Tätigkeit war Martin ein sehr produktiver Schriftsteller: Er veröffentlichte mehr als zwanzig Bücher, größtenteils Romane, die teilweise auch in andere Sprachen übersetzt wurden.

## Schriften
- Bekentenissen, 1908.
- Onder jongens en meisjes (1908)
- Danseresje, 1911.
- Malle gevallen, 1913.
- De Menschaap, 1919.
- Dwaze En Ernstige Invallen, 1919.
- De vrijbuiter, 1920.
- Rechts en averechts. Een bont verhaal, 1925.
- Getijden, 1947.
- De grote dwaasheid, 1950.
- Branding, 1951.
- Het verlangen, 1953.
- Marga, 1954.
- De Verre Weg, 1955.
- Vrijgevochten, 1953.
- Hoog spel, 1954.
- Het aanbeeld, 1956.
- Late zomer, 1957.
- De werf, 1958.
- Marianne, 1959.
- Schering en inslag, 1960.
- Het kortste eind, 1961.
- Het erfdeel, 1963.
- Het onvervulde, 1964.